# Brug 770
Brug 770 is een kunstwerk in Amsterdam Nieuw-West.
Ze is gelegen over een afwateringstocht, die ten westen loopt van de Baden Powellweg. Ze verzorgt voor voetgangers en fietsers de verbinding met de Osdorperweg, die hier ook alleen geschikt is voor langzaam verkeer, en het Hogeboomspad. Even ten noordwesten van de brug staan de hoge flats van Langswater, ten zuidwesten liggen terreinen van een tuinhandel, die gevestigd werd op voormalige landbouw/veeteeltgronden.
In  1962 werd hier een vier meter brede voetbrug neergelegd van betonnen paalfundering, landhoofden en rijdek. Landhoofden en borstwering werden verpakt in dan wel opgetrokken in gemetseld baksteen. De brug kent metalen leuningen waaraan ook haken zitten voor een eventuele reddingshaak. De brug heeft een doorvaarwijdte van bijna 10 meter, al is er hier weinig scheepvaart; de sloot is te smal en te ondiep. Het ontwerp van de brug kwam van de tekentafels van de Dienst der Publieke Werken met architect Dirk Sterenberg (hij tekende een voetbrug). De brug werd op het droge gebouwd, omdat de sloot van belang is voor de afwatering kreeg deze een tijdelijk omlegging even ten oosten van het oostelijk landhoofd. Opvallend zijn de knikken in de gemetselde borstweringen. Sterenberg wilde de borstweringen in paarse klinkers, maar dat werd niet overgenomen tijdens de bouw. De brug werd tegelijkertijd gebouwd met brug 768 gebouwd ter hoogte van de Pieter Calandlaan, die toen eindigde op de Baden Powellweg.

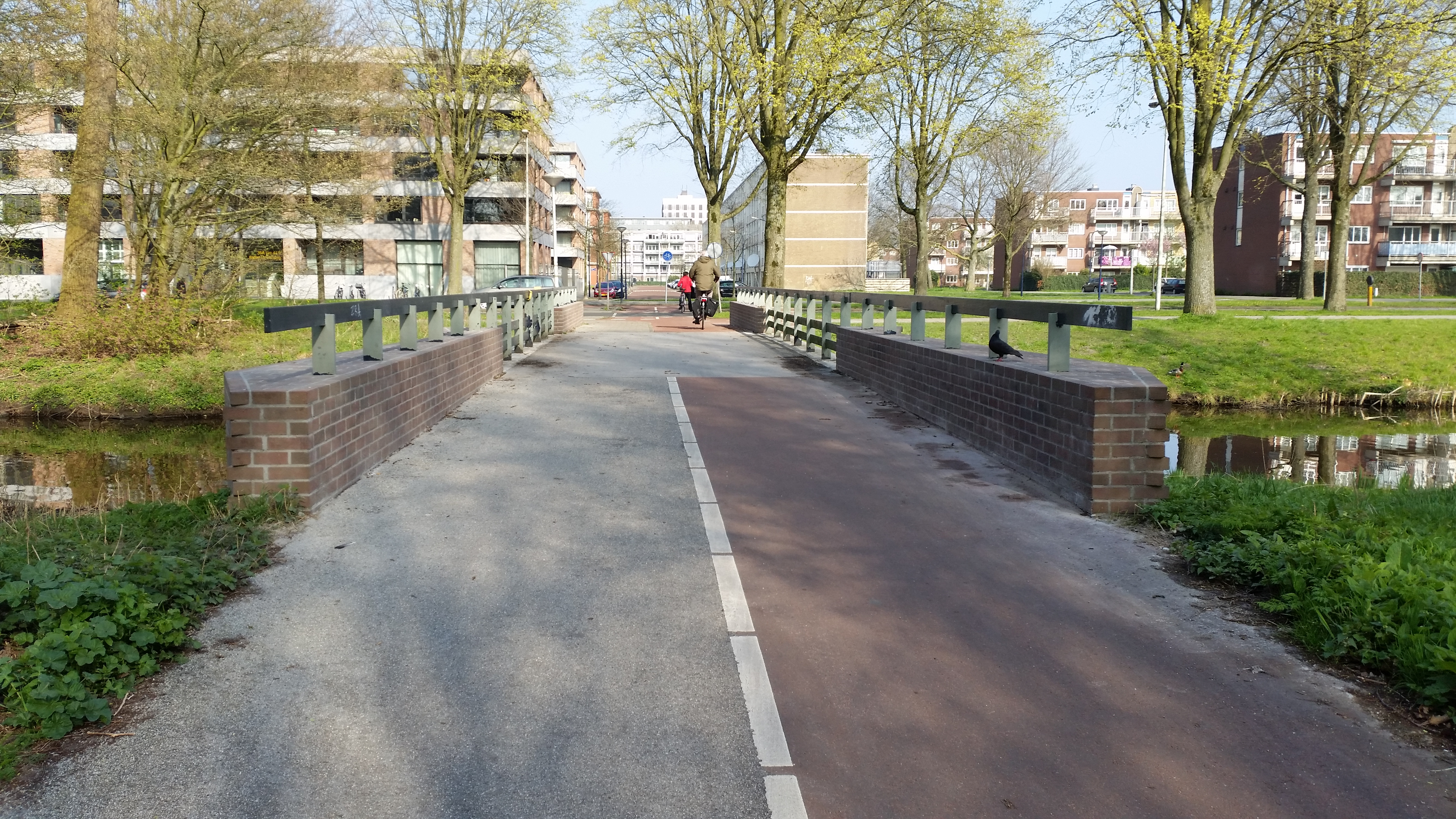
Brug 770 gezien richting stad (maart 2019)

<<< · 700 · 701 · 702 · 703 · 704 · 705 · 706 · 707 · 708 · 709 · 710 · 711 · 712 · 713 · 714 · 715 · 716 · 717 · 718 · 719 · 720 · 721 · 722 · 725 · 726 · 729 · 730-738 · 739 · 740 · 741 · 742 · 743 · 744 · 745 · 746 · 747 · 748 · 749 · 751 · 752 · 753 · 754 · 755 · 756 · 757 · 758 · 759 · 760 · 761 · 762 · 763 · 764 · 765 · 766 · 767 · 768 · 769 · 770 · 771 · 772 · 773 · 775 · 776 · 777 · 778 · 779 · 780 · 781 · 782 · 783 · 784 · 786 · 787 · 788 · 789 · 790 · 791 · 792 · 793 · 794 · 795 · 797 · >>>
Brugnummers  723, 724, 727, 728, 750, 774, 785, 796 (niet gerealiseerde brug over de Slotervaart), 798 en 799 zijn niet vergeven.